# Château de Wiesenburg
Le château de Wiesenburg (en allemand : Schloss Wiesenburg) est un château allemand du Brandebourg. Il se trouve au sud-ouest du village de Wiesenburg dans l'arrondissement de Potsdam-Mittelmark et au bord du parc naturel du Hoher Fläming. Le parc du château s'étend du château, jusqu'à la gare de Wiesenburg.

## Historique

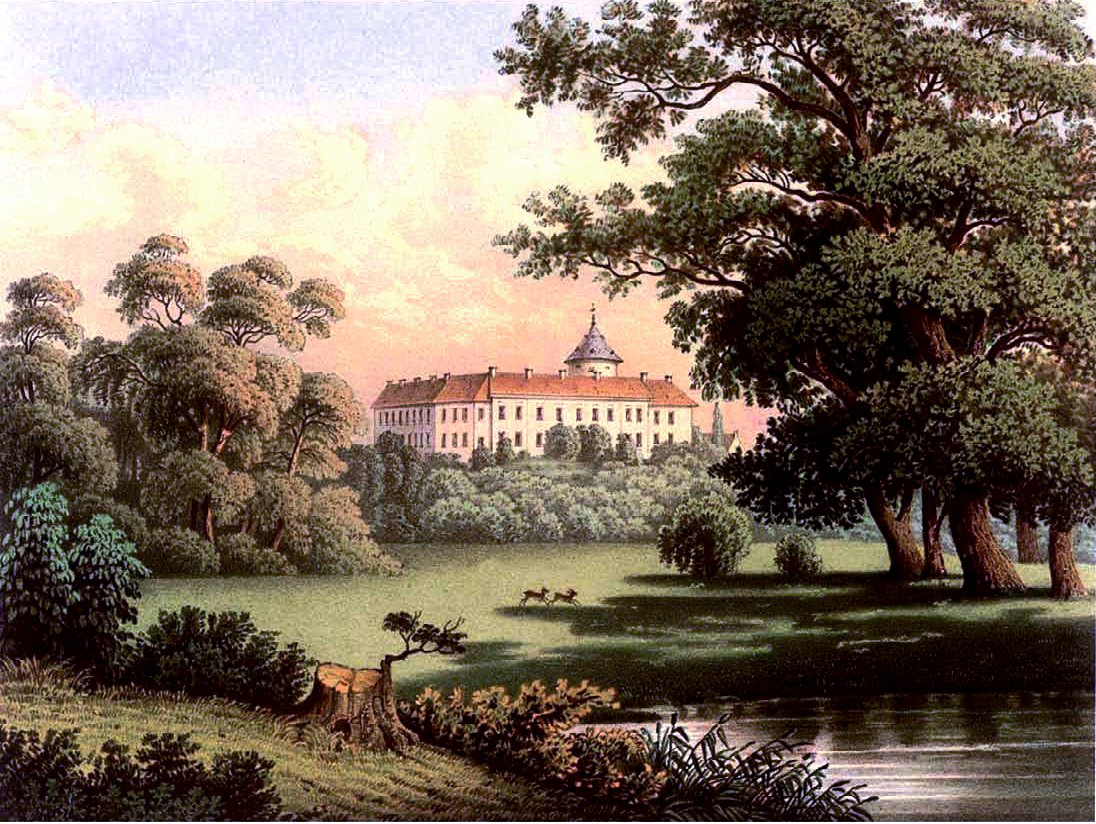
Vue du château de Wiesenburg dans l'album d'Alexander Duncker

L'histoire du château remonte au XIIe siècle, lorsque l'endroit est mentionné en tant que village fortifié (Burgward) dans un écrit de l'évêque Willmar de Brandebourg au prévôt Vigbert en 1161. De nombreux seigneurs s'y succèdent, jusqu'à ce qu'en 1456 Friedrich Brand von Lindau l'obtienne du prince-électeur Frédéric II de Saxe. Les villages voisins de Jeserig, Reetz, Schlamau, et d'autres, ensuite abandonnés, dépendent à cette époque de Wiesenburg et de son logis fortifié. La partie la plus ancienne est le donjon dont les fondations ont été construites à l'époque du margrave Albert l'Ours pour défendre la région de l'incursion des Wendes, mais le reste du donjon a été bâti postérieurement. Les bâtiments autour de la cour datent du XVIIe siècle, tandis que le reste du château a été construit au cours des siècles suivants.
Jean-Georges Ier de Saxe venait souvent chasser dans les forêts alentour, avant la Guerre de Trente Ans et il propose à Benno Friedrich Brand von Lindau (1571-1625), dit Brand von Lindau « le Riche », de lui racheter son domaine. Ce dernier en réponse exige que le prince lui donne un œuf pour chaque arbre du domaine. Cette insolence n'est pas relevée, mais il n'en reste pas moins que la demande du seigneur est impossible à satisfaire. La famille Brand von Lindau est propriétaire, jusqu'en 1734.
Wiesenburg et ses domaines mettent des dizaines d'années à se remettre des destructions de la Guerre de Trente ans. C'est la propriété au XVIIIe siècle de Friedrich von Watzdorf (1753-1809), juge d'appel de Wittenberg et Kammerjunker (seigneur de la Chambre) à la cour du roi de Saxe. Le château est alors reconstruit en partie, puis restauré en 1864.
À l'époque de la république démocratique allemande, le château sert d'école (Erich-Weinert-Schule), jusqu'en 1992. Il est acheté par un investisseur privé en 1996 et entièrement restauré, jusqu'en 2003. Les façades et l'extérieur ont retrouvé l'aspect qu'ils avaient au XIXe siècle. L'intérieur est quant à lui transformé en appartements modernes.
La tour d'entrée (avec un restaurant) et la tour de 48 mètres de haut sont accessibles au public. La cour du château et la salle du jardin peuvent être accessibles pour des  réceptions privées ou des événements culturels.

## Le parc du château

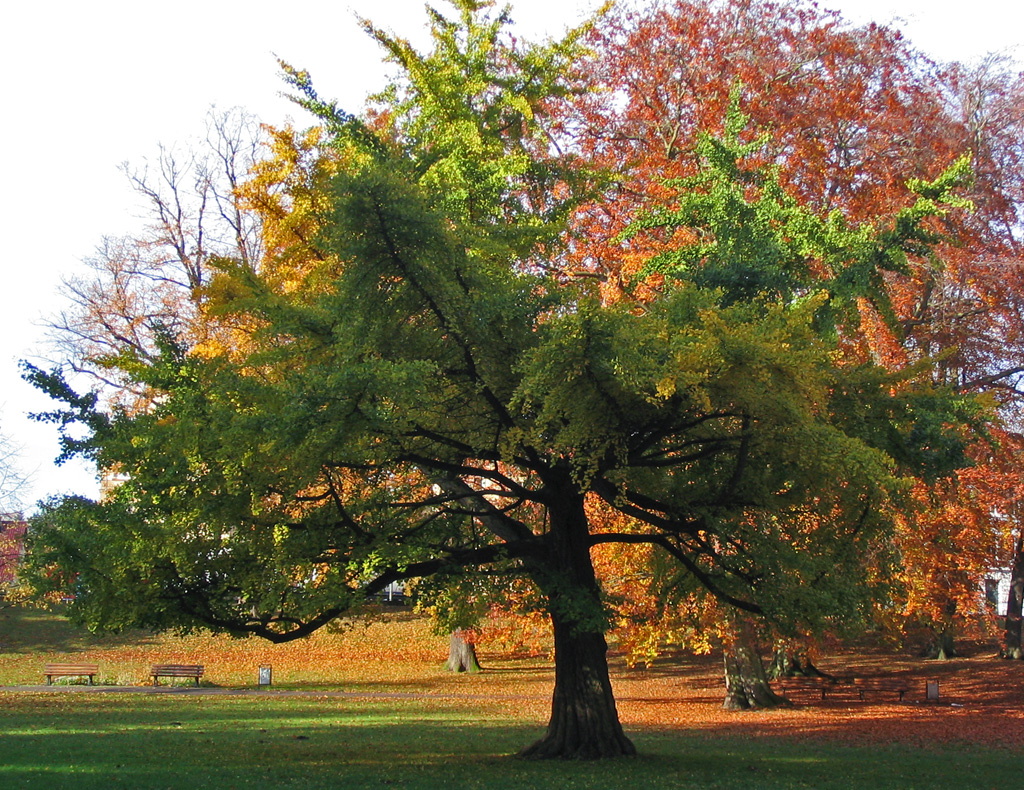
Vue d'un ginkgo biloba

Le parc du château est aujourd'hui un domaine protégé. Il a été dessiné au milieu du XIXe siècle dans le style anglais et servait auparavant de faisanderie. On y trouve une collection de conifères d'Europe occidentale, mais aussi d'Amérique du Nord (en particulier de sapins de Douglas à la croissance rapide), de Chine et du Japon. On peut y admirer toute sorte de sapins, d'épicéas (dont des épicéas bleus), ainsi que des cyprès, des cèdres, différentes variétés de magnolias, et d'azalées, etc. Un des arbres les plus remarquables est le ginkgo biloba qui prend des couleurs jaunes à l'automne. Une collection de rhododendrons se trouve au sud du parc. Plus loin, on aperçoit à la limite du parc, des arbres géants. Certains ont plus de quatre cents ans et cinq mètres de circonférence. Ce sont des hêtres et des chênes. Un peuplier noir et un peuplier du Canada ont plus de 125 ans d'âge et les dépassent.
Un escalier, dont les murs sont couverts de glycines mène de la terrasse du château à l'altane. Des sculptures représentant des groupes de personnages et des vases sont des œuvres du Berlinois Alexander Calandrelli (1834-1903). Elles sont en majolique. Un tilleul argenté à l'est de la terrasse couvre de son ombre une pergola italienne décorée de trois reliefs muraux représentant le printemps, l'été et l'automne. Des personnages mythologiques de pierre servent de bancs.
Devant la tour d'angle ronde, une allée mène à l'ouest le long de la grande balustrade de la terrasse principale. Le château lui-même est construit sur une hauteur et différents soutènements ont été construits pour descendre au parc. À gauche de la surface ovale recouverte de sable qui mène au château, se trouvent des grottes de pierre. Des canards chinois, des cygnes et divers volatiles d'ornement suscitent l'intérêt des visiteurs.

## Illustrations

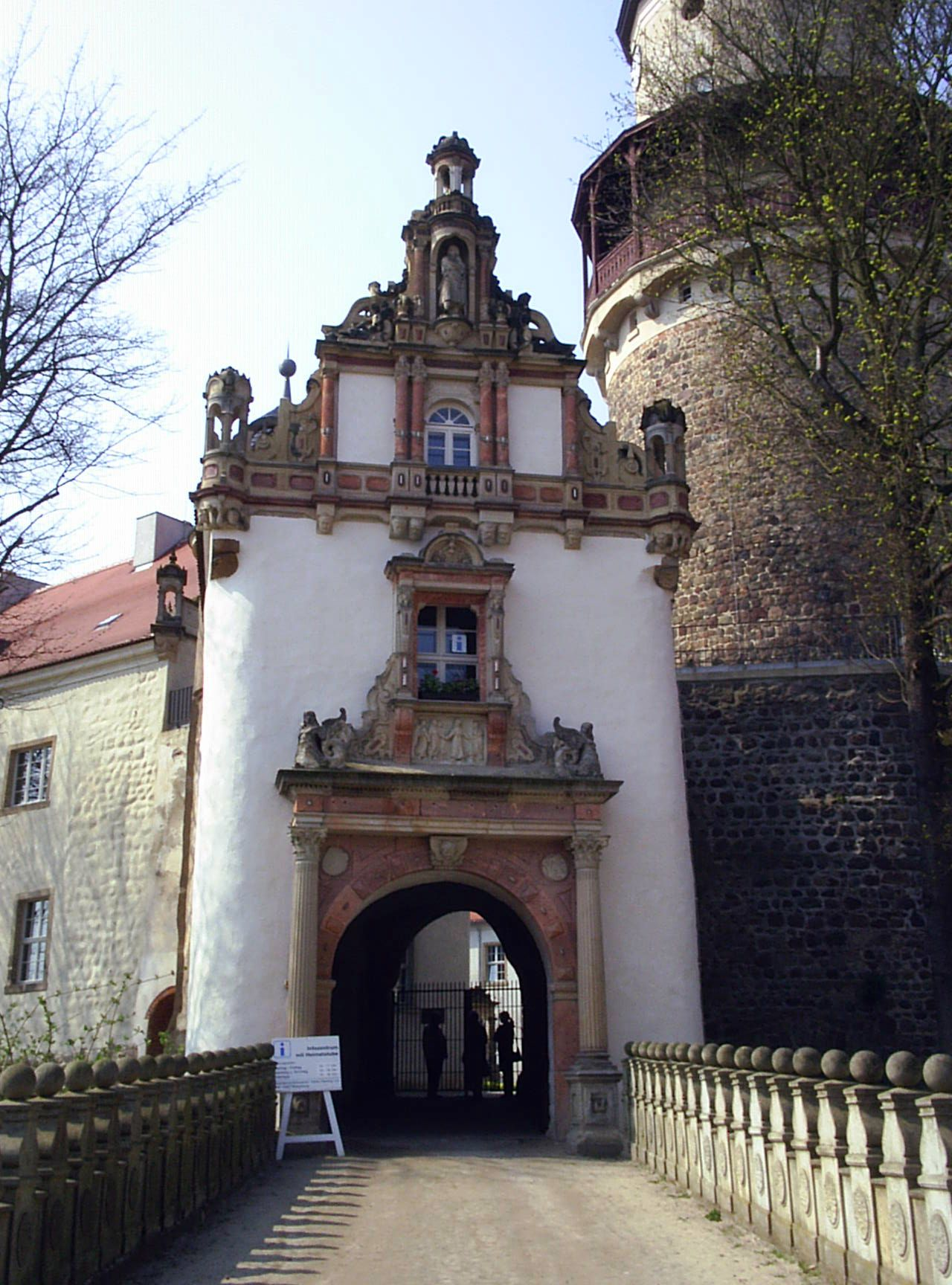
Vue de la tour d'entrée
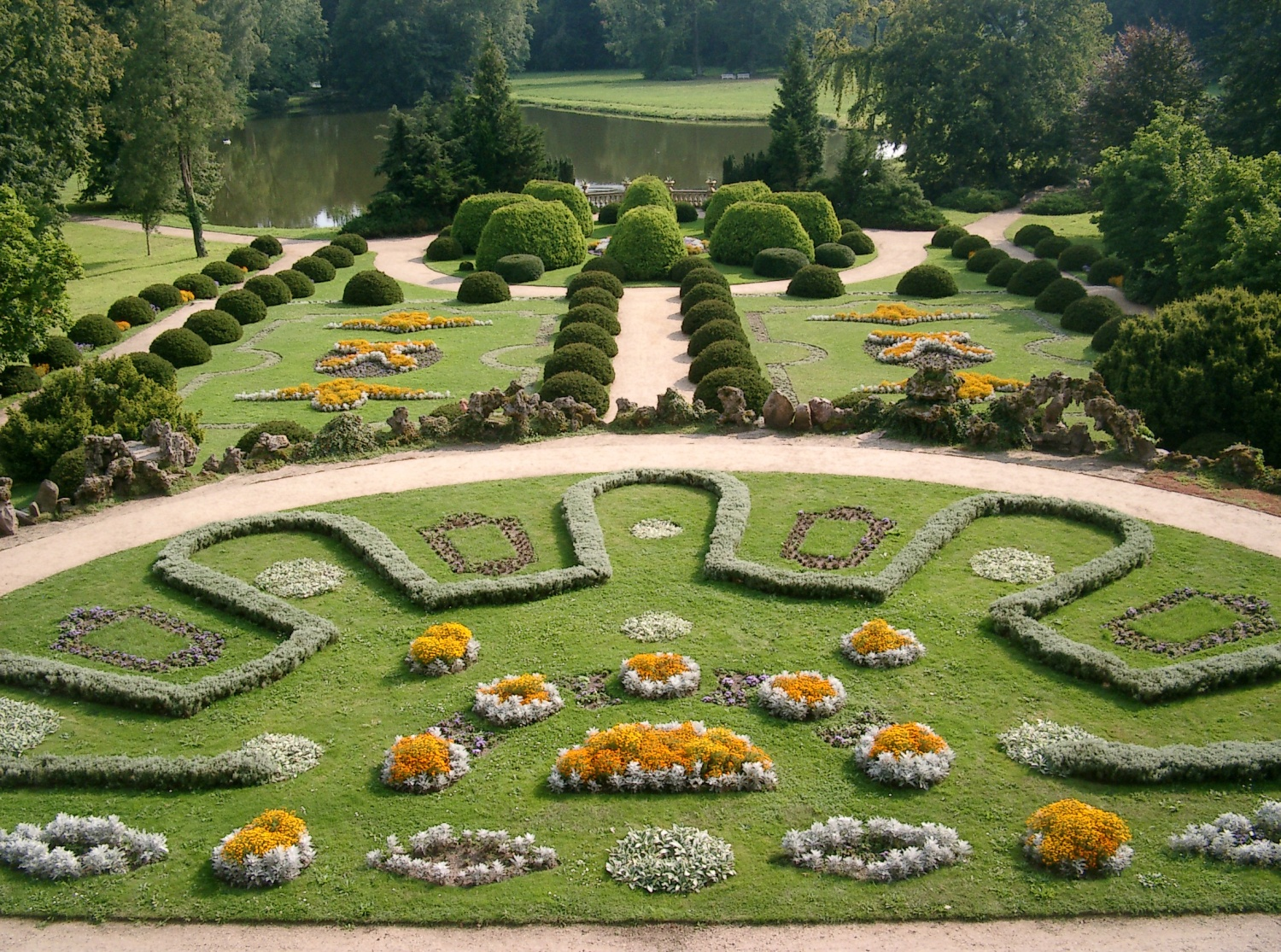
Vue d'un parterre du parc
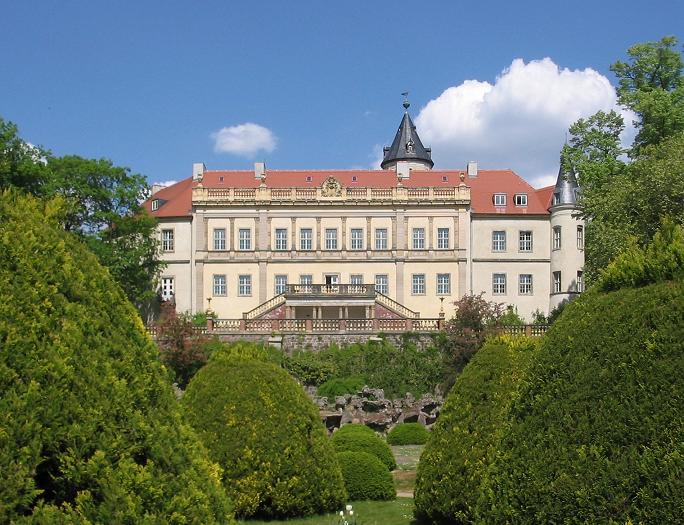
Vue de la façade du château donnant sur la grande terrasse
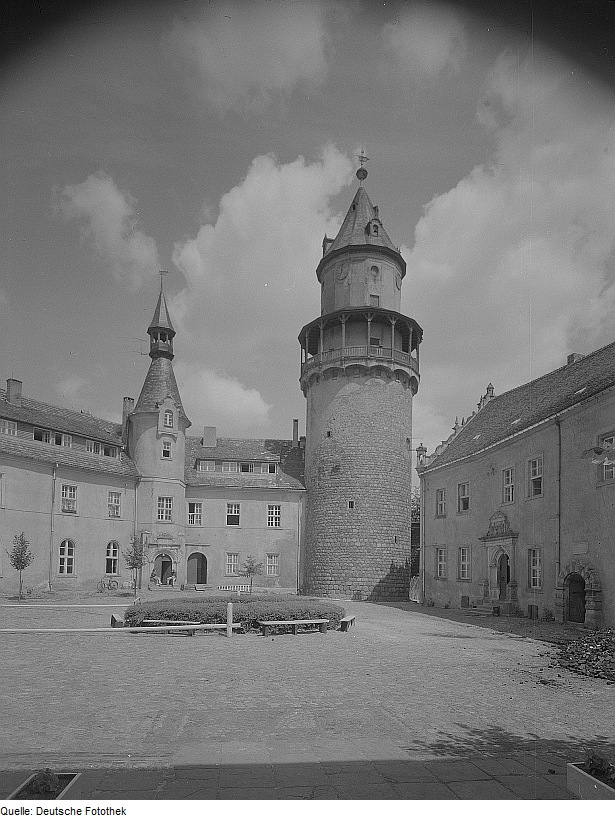
La cour intérieure du château avec le donjon à droite
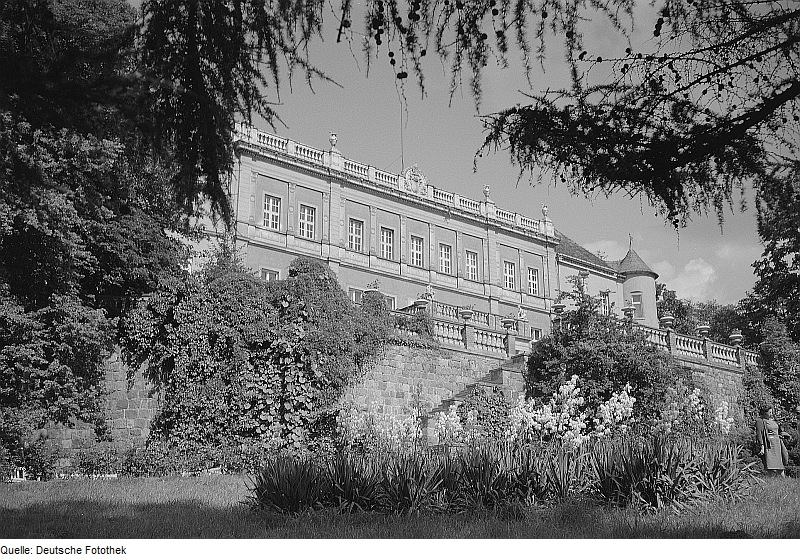
Vue du château dans les années 1960
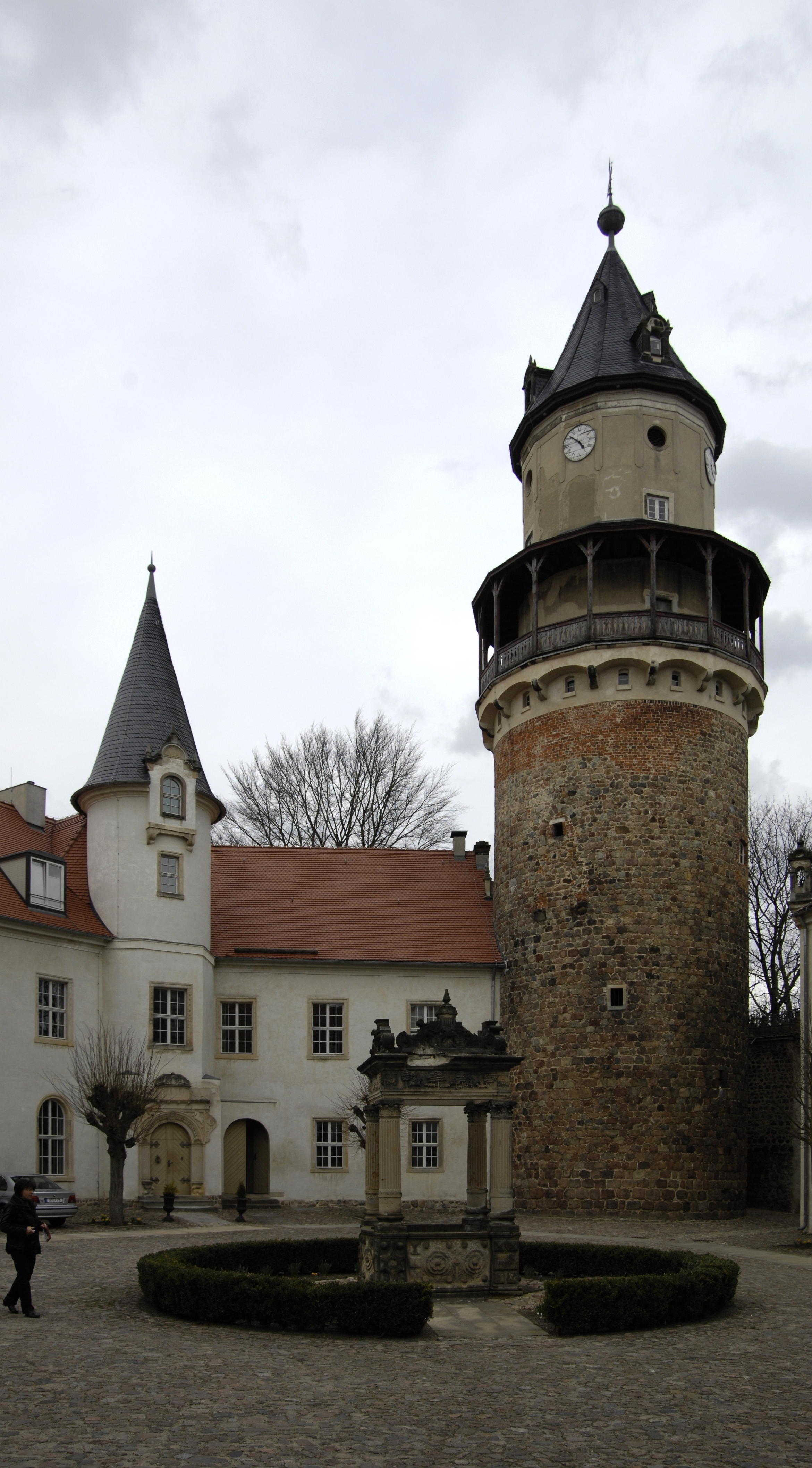
La cour intérieure et le donjon

## Notes

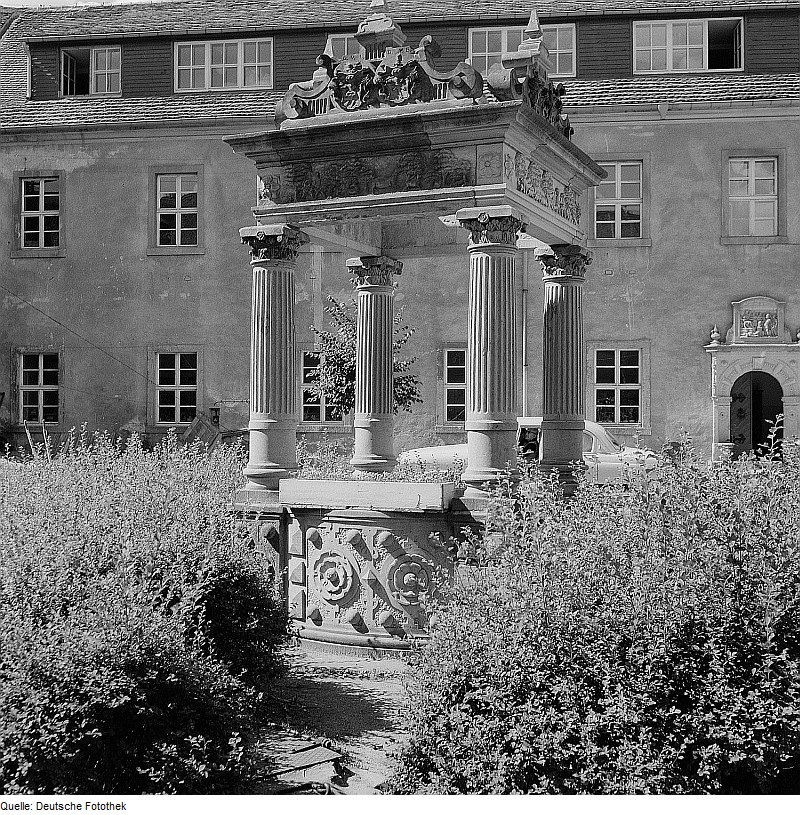
Vue d'une fontaine